# Bahnhof Mulda (Sachs)
Der Bahnhof Mulda (Sachs) ist der Bahnhof der Gemeinde Mulda/Sa. im Landkreis Mittelsachsen im Erzgebirge.

## Geschichte

### Name
Die Station trug in ihrer Geschichte bereits drei unterschiedliche Namen, im Einzelnen waren dies:
- bis 15. Mai 1935: Mulda
- bis 4. Mai 1941: Mulda-Randeck
- ab 5. Mai 1941: Mulda (Sachs)

### Betrieb
Die Eröffnung als Ladestelle erfolgte am 2. November 1875 zusammen mit dem Abschnitt Freiberg–Mulda der Bahnstrecke Nossen–Moldau. Etwa ein dreiviertel Jahr war Mulda Endpunkt, da das nächste Streckenstück bis Bienenmühle erst am 15. August 1876 eröffnet wurde. Am 1. November 1878 wurde die Station schließlich zur Haltestelle erhoben.

Normalspurteil um 1900

Bei der Planung der 1897 eröffneten Schmalspurbahn Mulda–Sayda sollte die Schmalspuranlagen nördlich des Empfangsgebäudes errichtet werden. Aufgrund der Gefahr der dadurch notwendig werdenden Kreuzung zwischen Normal- und Schmalspur sowie der hohen Kosten für den geplanten Schmalspurteil entstanden die Anlagen schließlich östlich des Empfangsgebäudes. Dazu mussten die Güteranlagen nun auf die nördliche Seite verlegt werden. Nach Abschluss der Umbauarbeiten bestand die Bahnhofsanlage aus sechs Normalspurgleisen mit 18 Weichen, dazu kamen sieben Schmalspurgleise mit 11 Weichen. Neben einem neuen Güterschuppen wurden auch eine Umladehalle, eine Betriebsmittelüberladerampe, ein Kohleschuppen und ein einständiges Heizhaus errichtet. Wegen des gestiegenen Personenverkehrs wurde für die Normalspur ein zweiter Bahnsteig angelegt.
Aufgrund der Bedeutung erhielt die Haltestelle am 1. Oktober 1901 den Status eines Bahnhofs. Zusätzlich wurde um die Jahrhundertwende ein Anschlussgleis zu einer Holzwaren- und Maschinenfabrik gebaut. In unmittelbarer Bahnhofsnähe entstanden in den folgenden Jahren zudem vier weitere Anschlussgleise. Bis zur Stilllegung der Schmalspurbahn blieb der Aufbau des Bahnhofs im Wesentlichen unverändert.
1934 wurde eine Kleinlok im Bahnhof stationiert, für die später ein eigener Schuppen entstand. Am Ende des Zweiten Weltkriegs wurde der Bahnhof Ziel eines Bombenangriffes, dabei wurde das Empfangsgebäude teilweise zerstört.
Ab den 1950er Jahren wurde das bislang selten genutzte Heizhaus als Wagenwerkstatt genutzt.
Nachdem 1966 auf der Schmalspurbahn der Verkehr eingestellt worden war, sank auch die Bedeutung des Bahnhofs. In den 1980er Jahren wurde das Heizhaus bis auf den Personalteil abgerissen. Die Kleinlok war bis Anfang der 1990er Jahre in Mulda stationiert, allerdings verlor die Station ihre Bedeutung im Güterverkehr durch die wirtschaftlichen Folgen der Wende.
2012 waren die Normalspuranlagen noch im Wesentlichen erhalten. 2021 sind die beiden Bahnsteiggleise mit Haus- und Zwischenbahnsteig vorhanden, außerdem zwei nur einseitig angebundene Abstellgleise.
Im Empfangsgebäude hat der Fahrdienstleiter der RP Eisenbahn GmbH für die Strecke Freiberg–Holzhau seinen Sitz. Die von Zügen befahrenen Weichen sind Rückfallweichen mit Überwachungssignalen. Es gibt Ein- und Ausfahrsignale als Lichtsignale, die vom Fahrdienstleiter gestellt werden. Zusätzlich übernimmt der Fahrdienstleiter die Aufsicht haltender Reisezüge.
Der Fahrdienstleiter im Bahnhof Mulda (Sachs) überwacht darüber hinaus auch den Zugverkehr der Strecken Alzey–Kirchheimbolanden und Heimbach–Baumholder, die ebenso von der RP-Eisenbahn betrieben werden.